# Télévision à balayage lent

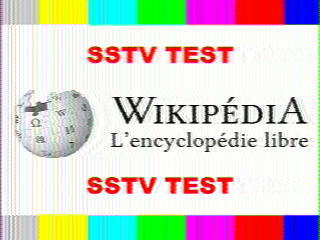
Exemple d'image reçue par SSTV, avec le protocole « Robot 36 ».

La télévision à balayage lent (SSTV pour Slow Scan Television) est une activité radioamateur qui vise à la transmission analogique d'images fixes à l'aide d’une bande passante réduite correspondant à celle de la parole. Elle se distingue ainsi de la télévision analogique classique, représentée dans le monde des radioamateurs par l'ATV (Amateur Television), et qui vise quant à elle à diffuser des images animées, ce qui requiert une bande passante bien plus importante. On classe donc la SSTV dans la catégorie des émissions NBTV (Narrow Bandwidth Télévision).
La SSTV existe depuis plusieurs décennies, mais demandait initialement des matériels spéciaux, caméras, écrans et démodulateurs. Le développement de la micro-informatique a permis de remplacer ces équipements SSTV complexes et onéreux par un simple logiciel.

## Matériel nécessaire
On distingue la partie purement radio de la partie propre à la SSTV.
- La radio : la SSTV utilisant une bande passante réduite de l’ordre de 3 kHz (la même bande passante que pour la téléphonie), tous les émetteur-récepteurs susceptibles de transmettre de la téléphonie — quels que soient la bande de fréquence ou le mode de modulation utilisés — peuvent également transmettre de la SSTV.  En revanche, l’utilisation d'émetteurs anciens (par exemple dépourvus de filtres) risque de poser des problèmes, notamment quant à la qualité des images.
- L'interface SSTV : elle assure la transformation des images en signaux audio, et réciproquement. Cette fonction peut être prise en charge par la carte son d'un ordinateur moderne.

## Considérations techniques

### Un monde d’images
Les radioamateurs utilisent deux méthodes principales pour transmettre des images par le biais des ondes radios (on peut raisonnablement apparenter le WEFAX — weather facsimile — à une forme dérivée de la SSTV). 
- l’ATV (ou FSTV), mode très similaire à la télévision traditionnelle (images animées couleur) et nécessitant une bande passante de l’ordre de 5 MHz, ce qui confine la transmission dans les bandes UHF et au-delà ;
- la SSTV qui permet la transmission d’images couleur fixes à l’aide d'émetteur-récepteurs classiques car elle ne nécessite qu'une bande passante réduite de l’ordre de 3 kHz. L'étroitesse de la bande passante allonge considérablement la durée de transmission — de quelques secondes à plusieurs minutes pour une image — selon le protocole de transmission utilisé.

### Principes de base de la transmission d'images
Le mode SSTV cherche dans un premier temps à décomposer l’image sélectionnée pour pouvoir la transmettre au moyen d’un canal de transmission (les ondes radio) et la reconstituer à l’autre extrémité sous sa forme primitive. Étant donné qu’un tel canal ne permet de transmettre qu’un phénomène variant dans le temps, la structure spatiale de l’image doit tout d’abord être convertie en une structure répartie dans le temps et ensuite reconvertie. Cette opération est effectuée par le balayage ligne par ligne de l’image, comme si l’image était découpée en un certain nombre de petites bandes étroites horizontales. La variation de la luminosité au sein d'une ligne est transmise, puis reconstituée de l’autre côté en lignes complètes. Pour ne pas perdre la richesse des détails d’une image, il faut que cette dernière soit décomposée en un nombre de lignes aussi grand que possible et que les transitions de luminosité au sein d'une ligne soient codées de façon la plus fidèle possible. Mais plus cette décomposition est fine, plus grandes seront les exigences auxquelles devra satisfaire le canal de transmission. Ce procédé de décomposition d'image est identique à celui utilisé par la télévision analogique commerciale.
En général, dans le domaine de la SSTV assistée par ordinateur, le pixel est utilisé comme unité de décomposition : on considère que chaque ligne est composé de points de luminosité donnée.

Décomposition d'une image en points

### De l'image à la radio et vice-versa
L’étape suivante consiste à coder les unités de décomposition de l’image de telle sorte qu’elles puissent être émises par le l'émetteur-récepteur les unes à la suite des autres. Le système de codage utilisé est relativement simple : dans le cas du protocole SSTV 8 secondes noir/blanc utilisé lors des débuts de la SSTV en 1958, on fait correspondre à la couleur noire une fréquence de 1 500 Hz, à la couleur blanche la fréquence de 2 300 Hz, tous les niveaux de gris se partageant les fréquences comprises entre ces deux bornes. Le système « balaye » alors l’image ligne après ligne et au sein de chaque ligne, et envoie à l'émetteur-récepteur les fréquences correspondantes les unes après les autres, d’où les sonorités caractéristiques d’une transmission SSTV. À la réception, le transceiver recueille séquentiellement les différentes fréquences et un dispositif (en général un ordinateur) les convertit en variations d'intensité lumineuse au sein d'une image qui est affichée sur un écran.

Codage de la première ligne de l'illustration précédente

En plus des variations de couleur le protocole code également des événements importants, à savoir le début de la transmission de l’image, ainsi que la fin de chacune des lignes balayée. Dans le mode SSTV 8 secondes noir/blanc, le début de transmission correspond à une fréquence de 1 200 Hz transmise pendant exactement 30 ms. À la réception de ce signal (appelé signal de synchronisation verticale), la station réceptrice se prépare à recevoir l’image proprement dite. Ensuite, à la fin de chaque ligne balayée, le système émetteur envoie un signal de 1 200 Hz pendant exactement 5 ms. À la réception de ce signal (appelé signal de synchronisation horizontale), la station réceptrice « comprend » qu’il est temps de passer à la ligne suivante. Ce principe évite au récepteur de recevoir des images se présentant de travers.
Ici encore, le principe de transmission est semblable à celui utilisé en télévision analogique commerciale.

### Du noir et blanc à la couleur
Les protocoles actuels (Robot, Wraase, Martin, Scottie, etc.) sont capables de coder des images en couleurs. Techniquement, le principe n’est guère plus compliqué : la couleur est transmise par trois balayages successifs, le premier pour le rouge, le second pour le vert et le dernier pour le bleu, selon le principe de composition RVB (Rouge, Vert, Bleu) des couleurs. Le protocole Robot se différencie quelque peu des autres sur ce point, codant les couleurs selon les principes de luminance et de chrominance, plutôt que selon le système RVB.

### Les protocoles
L’échange d'informations (ici d'images) entre stations n’est possible que si toutes les stations respectent des prescriptions et des conventions déterminées. Celles-ci couvrent toute une série de facteurs tels que le code, le système de synchronisation, la vitesse de transmission, etc. Ces conventions ou règles sont appelées procédures de transmission, ou encore protocoles. Les protocoles de transmission SSTV peuvent raisonnablement être groupés en cinq groupes :
- Robot : développé avec la gamme d’interfaces SSTV Robot (Californie)
- Wraase : développé avec la gamme d’interfaces Wraase (Allemagne)
- Martin : développé par l’Anglais Martin Emmerson G3OQD
- Scottie : développé par l’Écossais Eddie Murphy GM3BSC
- AVT : développé par Ben Blish-Williams AA7AS avec la gamme d’interfaces SSTV AVT (Montana)

Les modes Wraase, Martin et Scottie présentent beaucoup de similitudes quant aux fréquences de codage et de synchronisation. Ils nécessitent par contre des vitesses de transmission différentes. De manière générale, la qualité de l’image est proportionnelle au temps nécessaire pour la transmission. Le mode Scottie DX, par exemple, spécialisé dans les transmissions longues distances, demande un temps de transmission très important. Outre un codage des couleurs différents, le protocole Robot utilise une séquence de synchronisation verticale plus longue, contenant des données numériques supplémentaires : 7 bits d’information et un bit de parité. Ce système permet une identification automatique du format de l’image transmise, ce qui, pour les systèmes qui reconnaissent ce principe de codage, évite une sélection manuelle du protocole. Les protocoles AVT (Amiga Video Transceiver) sont, pour leur part, radicalement différents. Ils n’utilisent pas de fréquence de synchronisation horizontale mais se basent sur un système d’« en-tête » numérique pour éviter que l’image ne soit reçue avec un décalage. (Le principe de codage des protocoles AVT dépasse le cadre de ce document). Les radioamateurs d’Amérique du Nord utilisent préférentiellement le protocole Scottie S1 (80 % des images sont envoyées dans ce mode). Les 20 % restants étant répartis entre les protocoles Scottie S2, Martin M1, Robot 36 et 72. Les radioamateurs du Japon choisissent plutôt les protocoles Robot et AVT.
En Europe, enfin, 95 % du trafic SSTV est effectué à l’aide du protocole Martin M1
| Groupe  | Protocole | Définition | Format | Temps | Couleur         |
| ------- | --------- | ---------- | ------ | ----- | --------------- |
| AVT     | 8         | 128 × 128  | 1/1    | 8 s   | Noir et blanc   |
| AVT     | 16w       | 256 × 128  | 2/1    | 16 s  | Noir et blanc   |
| AVT     | 16h       | 128 × 256  | 1/2    | 16 s  | Noir et blanc   |
| AVT     | 32        | 256 × 256  | 1/1    | 32 s  | Noir et blanc   |
| AVT     | 24        | 128 × 128  | 1/1    | 24 s  | Rouge-vert-bleu |
| AVT     | 48w       | 256 × 128  | 2/1    | 48 s  | Rouge-vert-bleu |
| AVT     | 48h       | 128 × 256  | 1/2    | 48 s  | Rouge-vert-bleu |
| AVT     | 104       | 256 × 256  | 1/1    | 96 s  | Rouge-vert-bleu |
| Martin  | M1        | 320 × 256  | 5/3    | 114 s | Rouge-vert-bleu |
| Martin  | M2        | 160 × 256  | 5/8    | 58 s  | Rouge-vert-bleu |
| Robot   | 8         | 160 × 120  | 4/3    | 8 s   | Noir et blanc   |
| Robot   | 12        | 160 × 120  | 4/3    | 12 s  | YUV             |
| Robot   | 24        | 320 × 240  | 4/3    | 24 s  | YUV             |
| Robot   | 32        | 256 × 240  | 16/15  | 32 s  | Noir et blanc   |
| Robot   | 36        | 320 × 240  | 4/3    | 36 s  | YUV             |
| Robot   | 72        | 320 × 240  | 4/3    | 72 s  | YUV             |
| Scottie | S1        | 320 × 256  | 5/4    | 110 s | Rouge-vert-bleu |
| Scottie | S2        | 160 × 256  | 5/8    | 71 s  | Rouge-vert-bleu |
| Scottie | DX        | 320 × 256  | 5/4    | 269 s | Rouge-vert-bleu |
| PD      | 50        | 320 × 256  | 5/4    | 50 s  | G, R-Y, B-Y     |
| PD      | 90        | 320 × 256  | 5/4    | 90 s  | G, R-Y, B-Y     |
| PD      | 120       | 640 × 496  | 40/31  | 126 s | G, R-Y, B-Y     |
| PD      | 160       | 512 × 400  | 32/25  | 161 s | G, R-Y, B-Y     |
| PD      | 180       | 640 × 496  | 40/31  | 187 s | G, R-Y, B-Y     |
| PD      | 240       | 640 × 496  | 40/31  | 248 s | G, R-Y, B-Y     |
| PD      | 290       | 800 × 616  | 100/77 | 289 s | G, R-Y, B-Y     |

### Fréquences SSTV utilisées par les radioamateurs
FAX
- 144,700 MHz
- 432,700 MHz
- 433,700 MHz
- 1 296,700 MHz

SSTV
- 144,500 MHz
- 432,500 MHz
- 433,400 MHz
- 1 296,500 MHz

SSTV/FAX
- 3,730 - 3,740 MHz
- 7,035 - 7,040 MHz
- 14,225 - 14,235 MHz

Région 1 - Europe, l'ouest du Moyen-Orient, Afrique, le nord de l'Asie
- 21,335 - 21,345 MHz
- 28,675 - 28,685 MHz

### Fréquences SSTV utilisées hors radioamateurs
ATTENTION : Ces activités sont non conformes à la réglementation en vigueur. 
- Activité SSTV CB sur 27,700 MHz
- Activité SSTV PMR sur 446,081 25 MHz (canal 7)